# Cité d'Austerlitz
La cité d'Austerlitz est une voie située dans le quartier du Jardin-des-Plantes du 5e arrondissement de Paris.

## Situation et accès
La cité d'Austerlitz est desservie par les lignes 5 et 10 à la station Gare d'Austerlitz.

## Origine du nom
Elle doit son nom à la société immobilière Austerlitz, promotrice de l'ouvrage.

## Historique
Cette voie en impasse fut ouverte en 1932 à des fins d'accès aux immeubles construits à cet endroit.